# Jan z Wieliczki
Jan z Wieliczki (ur. 1526, zm. 15 lutego 1599) – rektor Uniwersytetu Jagiellońskiego w 1583 roku.

## Życiorys
Urodził się w 1526 roku. W 1583 roku objął funkcję rektora Uniwersytetu Jagiellońskiego. Funkcję tę przestał pełnić w tym samym roku. Zmarł 15 lutego 1599.